# Ralph Lauren
Ralph Lauren (født Ralph Lifschitz 14. oktober 1939) er en amerikansk modedesigner, der er kendt for at have grundlagt Ralph Lauren Corporation.
Han er født i Bronx i New York City.
Ralph begyndte tidligt at arbejde efter skole, så han kunne tjene penge til tøj. Den fire år yngre Calvin Klein boede i samme nabolag, men det vides ikke, om de to mødtes der.
Da Ralph var 16 år, ændrede hans bror, Jerry, deres efternavn Lifschitz til Lauren.
I 2019 estimerede Forbes hans formue til $6,3 mia., hvilket gør ham til den 102. rigeste person i USA.